# Красуцький Євген Казимирович
Євге́н Казими́рович Красу́цький — старший сержант Збройних сил України, учасник російсько-української війни.
Станом на листопад 2015 року проживав у місті Хмельницький.

## Нагороди
19 липня 2014 року — за особисту мужність і героїзм, виявлені у захисті державного суверенітету та територіальної цілісності України, вірність військовій присязі під час російсько-української війни, сержант Євген Красуцький відзначений — нагороджений орденом «За мужність» III ступеня.